# Sălciile (gmina)
Sălciile – gmina w Rumunii, w okręgu Prahova. Obejmuje tylko jedną miejscowość Sălciile. W 2011 roku liczyła 1945 mieszkańców.